# Лайюн, Мигель
Миге́ль Арту́ро Лайю́н Пра́до (исп. Miguel Arturo Layún Prado; родился 25 июня 1988 года в Кордове, Мексика) — мексиканский футболист, выступавший на позиции крайнего защитника. Участник чемпионатов мира 2014 и 2018 годов.

## Клубная карьера
Лайюн воспитанник клуба «Веракрус». В 2007 году он дебютировал за команду в мексиканской Примере. В 2009 году Мигель перешёл в итальянскую «Аталанту». 27 сентября в матче против «Кьево» он дебютировал в Серии А. Его выход на поле стал историческим, Лайюн стал первым мексиканцем, сыгравшим в чемпионате Италии.
Из-за высокой конкуренции он спустя несколько месяцев вернулся на родину, где на правах аренды присоединился к «Америке». 25 января 2010 года в матче против «Монаркас Морелия» Мигель дебютировал за новую команду. 3 мая в поединке против «Толуки» он забил свой первый гол за столичный клуб. По окончании сезона «Америка» выкупила трансфер защитника. В 2013 году Лайюн стал чемпионом Мексики.
27 сентября в поединке против «Сантос Лагуна» Мигель сделал «покер». В начале 2015 года Лайюн перешёл в испанскую «Гранаду» и сразу же был отдан в аренду в английский «Уотфорд». Мигель выбрал себе «7» номер. 10 января в матче против «Хаддерсфилд Таун» он дебютировал в Чемпионшипе. В том же году Лайюн помог клубу выйти в элиту. 8 августа в поединке против «Эвертона» он дебютировал в английской Премьер-лиге. В этом же матче Мигель забил свой первый гол за «Уотфорд».
Летом 2015 года Лайюн перешёл в португальский «Порту». Сумма трансфера составила 6 млн евро. 12 сентября в матче против «Ароки» он дебютировал в Сангриш лиге. 4 ноября в поединке Лиги чемпионов против тель-авивского «Маккаби» Мигель забил свой первый гол за «Порту». 8 ноября в матче против «Витории Сетубал» он забил свой первый гол за «драконов» в чемпионате. 23 августа 2016 года в матче квалификационного раунда Лиги чемпионов против итальянской «Ромы» Мигель забил гол, который позволил «Порту» выйти в основную сетку турнира. 18 октября в поединке группового этапа Лиги чемпионов он отметился мячом в ворота бельгийского «Брюгге».
В начале 2018 года Лайюн на правах аренды перешёл в испанскую «Севилью». 3 февраля в матче против «Эйбара» он дебютировал в Ла Лиге. 18 марта в поединке против «Леганес» Мигель забил свой первый гол за «Севилью». Летом того же года Лайюн перешёл в «Вильярреал». 31 августа в матче против «Жироны» он дебютировал за новый клуб.

## Международная карьера
В 2013 году Лайюн попал в заявку сборной Мексики на Золотой кубок КОНКАКАФ. В матче против сборной Канады он дебютировал за национальную команду, также Мигель принял участие в поединках против Панамы, Мартиники и Тринидада и Тобаго.
28 мая 2014 года в товарищеском матче против сборной Израиля Мигель сделал «дубль» забив первые голы на сборную. Летом того же года он попал в заявку национальной команды на участие в чемпионате мира в Бразилии. На турнире Лайюн сыграл в матчах против сборных Камеруна, Бразилии, Хорватии и Нидерландов.
В 2015 году Мигель стал обладателем Золотого кубка КОНКАКАФ. На турнире он сыграл в матчах против сборных Кубы, Гватемалы, Тринидада и Тобаго, Коста-Рики, Панамы и Ямайки.
В 2016 году Мигель принял участие в Кубке Америки в США. На турнире он сыграл в матчах против команд Уругвая, Ямайки, Венесуэлы и Чили.
В 2017 году Лайюн принял участие в Кубке конфедераций в России. На турнире он сыграл в матчах против команд России, Германии и дважды Португалии.
В 2018 году Лайюн принял участие в чемпионате мира проходившем в России. На турнире он сыграл в матчах против команд Германии, Южной Кореи, Швеции и Бразилии.

### Голы за сборную Мексики
| #   | Дата            | Место                                  | Противник | Счёт | Результат | Соревнование                     |
| --- | --------------- | -------------------------------------- | --------- | ---- | --------- | -------------------------------- |
| 01. | 28 мая 2014     | Ацтека, Мехико, Мексика                | Израиль   | 1:0  | 3:0       | Товарищеский матч                |
| 02. | 28 мая 2014     | Ацтека, Мехико, Мексика                | Израиль   | 2:0  | 3:0       | Товарищеский матч                |
| 03. | 9 сентября 2014 | Дикс Спортинг Гудс Парк, Колорадо, США | Боливия   | 1:0  | 1:0       | Товарищеский матч                |
| 04. | 11 ноября 2016  | Мафре Стэдиум, Колумбус, США           | США       | 0:1  | 1:2       | Чемпионат мира 2018 квалификация |
| 05. | 23 марта 2018   | Ливайс, Санта-Клара, США               | Исландия  | 2:0  | 3:0       | Товарищеский матч                |
| 06. | 23 марта 2018   | Ливайс, Санта-Клара, США               | Исландия  | 3:0  | 3:0       | Товарищеский матч                |

## Достижения
Командные
«Америка»
- Чемпионат Мексики по футболу — Клаусура 2013

Международные
Мексика
- Золотой кубок КОНКАКАФ — 2015